# John Peter Moore
John Peter Moore (* 1. März 1919 in London; † 26. Dezember 2005 in Cadaqués, Spanien) war Privatsekretär, Manager und Verleger des spanischen Künstlers Salvador Dalí und galt zugleich als Abenteurer.

## Leben
Moore, der aufgrund seines Dienstes in der britischen Marine „Captain Moore“ genannt wurde, will im Zweiten Weltkrieg als Geheimagent gearbeitet haben. Laut eigener Aussage hat er zudem Winston Churchill als Berater gedient. 1955 lernte er Salvador Dalí kennen, der ihn zu seinem Privatsekretär und Manager machte. Moore trug maßgeblich zur Karriere von Dalí bei und wurde dabei selbst zum Millionär. 1975 löste sich die Zusammenarbeit zwischen Dalí und Moore auf Betreiben von Dalís Frau Gala auf. Moore war nach eigenem Bekunden der Eifersucht und der Intrige Galas müde.
Dalí und Moore bildeten bei der Vermarktung des genialen Surrealisten eine harmonische Einheit. Der Künstler selbst wusste sehr wohl "was ich am Capitano" habe. Auch nach der Trennung war Moore dem gesundheitlich immer mehr verfallenden Dalí sehr zugetan. Von ihm ist kein böses Wort über seine von Gala bestimmten Nachfolger als Berater und Vertraute bekannt.
Ein großes Verdienst Moores ist es kunstgeschichtlich gesehen, dass er mit größtem Einsatz bis Ende 1975 Dalís sehnlichen Wunsch realisieren half: Das Museum in Figueres. Vorher hatte Moore mit seiner Frau Catherine Perrot selbst in Cadaques ein Dalí-Museum eingerichtet, das in Anwesenheit des Künstlers eröffnet worden war. Ohne Moores administeriellen Beistand wäre später das offizielle Dalí-Museum in Figueres zu Lebzeiten nicht zustande gekommen.
Die gemeinsame Absicht, auf Dalís Schloss Pubol ein Grabmal für den Maler zu errichten, konnte jedoch ebenso wenig realisiert werden wie Dalís Wunsch, seine von Arno Breker geschaffene Bildnisbüste monumental auf einem Wolkenkratzer in New York als "ewiges Licht" zu montieren. Peter Moore war in den 20 Jahren der Zusammenarbeit mit Dalí dessen Manager und Co-Verleger wichtiger Graphik- und Bronze-Editionen. Ideen wie Schmuck-Collectionen, Dalís Leoparden und skandalös wirkende Happenings und Gesellschaften sowie faszinierende Gestalten in Dalís Hofstaat Amanda Lear waren von Moore und seinem Meister gemeinsam geboren.
In die Schlagzeilen kam Moore zehn Jahre nach Dalís Tod, als die spanische Justiz ihm vorwarf, er habe gefälschte Lithographien von Dalí in Umlauf gebracht. Eine klare Definition, was und wie gefälscht worden sein soll, wurde nie öffentlich. Moore hatte den Surrealisten Jahre zuvor auf die Idee gebracht, weiße Bögen zu signieren, die dann mit Lithographien bedruckt werden sollten.

Bei einer Hausdurchsuchung wurden bei Moore Tausende angeblich gefälschte Dalí-Lithographien gefunden. Zu einer strafrechtlichen Verurteilung kam es jedoch nicht, da Moore an Demenz erkrankt war. Allerdings mussten er und seine Frau 1,2 Millionen Dollar an die Dalí-Gala-Stiftung zahlen.
Im Streit der selbst ernannten Dalí-Erben über die Person des Captain Moore war es diesem – auch wegen des inzwischen hohen Alters – nicht mehr möglich, seine Erinnerung an die 20 bewegten Jahre Zeit- und Kunstgeschichte mit Dalí zu veröffentlichen. Den Titel der Memoiren hatte Moore bereits festgelegt: "Weiche Uhren – harte Zeit".